# Босна и Херцеговина на Европском првенству у атлетици на отвореном 2014.
Босна и Херцеговина је учествовала на Европском првенству у атлетици на отвореном 2014. одржаном у Цириху од 12. до 17. августа. Репрезентацију Босне и Херцеговина представљала су четири атлетичара који су се такмичили у три дисциплине.
На овом првенству представници Босне и Херцеговине нису освојили ниједну медаљу, а оборен је један национални рекорд.
У табели успешности (према броју и пласману такмичара који су учествовали у финалним такмичењима (првих 8 такмичара)) Босна и Херцеговина је са једним учесником у финалу заузела 34 место са 3 бода, од 34 земље које су имале представнике у финалу. На првенству је учествовало 50 земаља чланица ЕАА.

## Учесници
Мушкарци:
- Амел Тука — 800 м
- Кемал Мешић — Бацање кугле
- Хамза Алић — Бацање кугле
- Милеуснић Дејан — Бацање копља

## Резултати

### Мушкарци
| Атлетичар       | Дисциплина   | Лични рекорд | Квалификације | Квалификације | Полуфинале       | Полуфинале   | Финале            | Финале    | Детаљи |
| Атлетичар       | Дисциплина   | Лични рекорд | Резултат      | Место         | Резултат         | Место        | Резултат          | Место     | Детаљи |
| --------------- | ------------ | ------------ | ------------- | ------------- | ---------------- | ------------ | ----------------- | --------- | ------ |
| Амел Тука       | 800 м        | 1:46,29 НР   | 1:48,07       | 3 у гр. 1 КВ  | 1:47,18          | 3 у пф. 2 КВ | 1:46,12           | 6 / 34 НР |        |
| Кемал Мешић     | бацање кугле | 20,17        | 18,81         | 11. у гр. А   |                  |              | Нису се пласирали | 22 / 23   |        |
| Хамза Алић      | бацање кугле | 20,73        | 19,36         | 11. у гр. Б   | 19 / 23          |              | Нису се пласирали |           |        |
| Дејан Милеуснић | бацање копља | 80,40 НР     | 72,52         | 13 у гр. Б    | Није се пласирао | 27 / 30 (32) |                   |           |        |